# Evangelische Kirche (Völkershain)

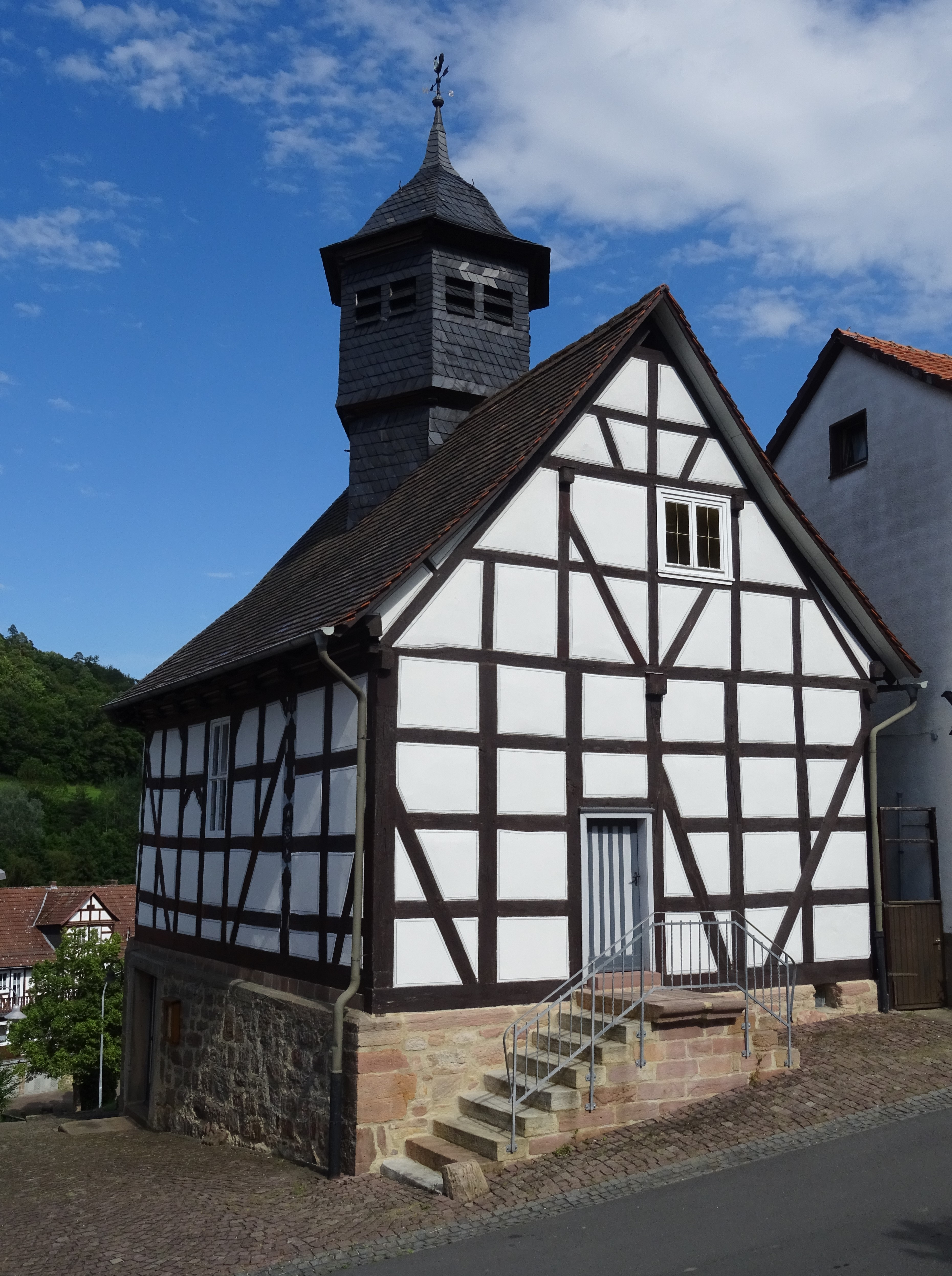
Evangelische Kirche (Völkershain)

Die Evangelische Kirche Völkershain ist ein denkmalgeschütztes Kirchengebäude, das in Völkershain steht, einem Ortsteil der Gemeinde Knüllwald im Schwalm-Eder-Kreis (Hessen). Die Kirchengemeinde gehört zum Kirchenkreis Schwalm-Eder im Sprengel Marburg der Evangelischen Kirche von Kurhessen-Waldeck.

## Beschreibung
Die Fachwerkkirche wurde in Ständerbauweise auf einer Mauer aus Feldsteinen erbaut. Das genaue Alter ist nicht bekannt. Die Jahreszahl 1669 steht in einem Bogen neben der Kanzel von 1681. Die Jahreszahl 1747 über dem Portal bezieht sich auf eine Renovierung. Das Kirchenschiff hat einen dreiseitigen Schluss. Aus der Mitte des Satteldaches erhebt sich ein schiefergedeckter, sechseckiger, mit einer glockenförmigen Haube bedeckter Dachreiter, hinter dessen Klangarkaden sich der Glockenstuhl befindet, in dem eine Kirchenglocke von 1594 hängt. Die Orgel wurde in der 2. Hälfte des 18. Jahrhunderts gebaut.